# Pégairolles-de-Buèges
Pégairolles-de-Buèges (okzitanisch: Pegairòlas de Buòja) ist ein Ort und eine französische Gemeinde mit 55 Einwohnern (Stand: 1. Januar 2022) im Département Hérault in der Region Okzitanien (vor 2016: Languedoc-Roussillon). Sie gehört zum Arrondissement Lodève und zum Kanton Lodève. Die Einwohner werden Pegaches genannt.

## Lage
Pégairolles-de-Buèges liegt etwa 31 Kilometer nordwestlich von Montpellier, oberhalb der Quelle des Flusses Buèges. Umgeben wird Pégairolles-de-Buèges von den Nachbargemeinden Saint-Jean-de-Buèges im Norden und Nordosten, Causse-de-la-Selle im Osten, Saint-Guilhem-le-Désert im Süden sowie Saint-Maurice-Navacelles im Westen und Nordwesten. Im Südwesten ist die nächste Gemeinde, Arboras, etwa 15 Kilometer entfernt und nur über die schmale Route des Lavagnes erreichbar.

## Bevölkerungsentwicklung
| Jahr                       | 1962 | 1968 | 1975 | 1982 | 1990 | 1999 | 2006 | 2013 | 2020 |
| Einwohner                  | 33   | 33   | 32   | 50   | 42   | 54   | 50   | 40   | 56   |
| Quellen: Cassini und INSEE |      |      |      |      |      |      |      |      |      |

## Sehenswürdigkeiten
- Kirche Notre-Dame aus dem 11./12. Jahrhundert, Monument historique seit 1925
- Karsthöhlen
- Menhir

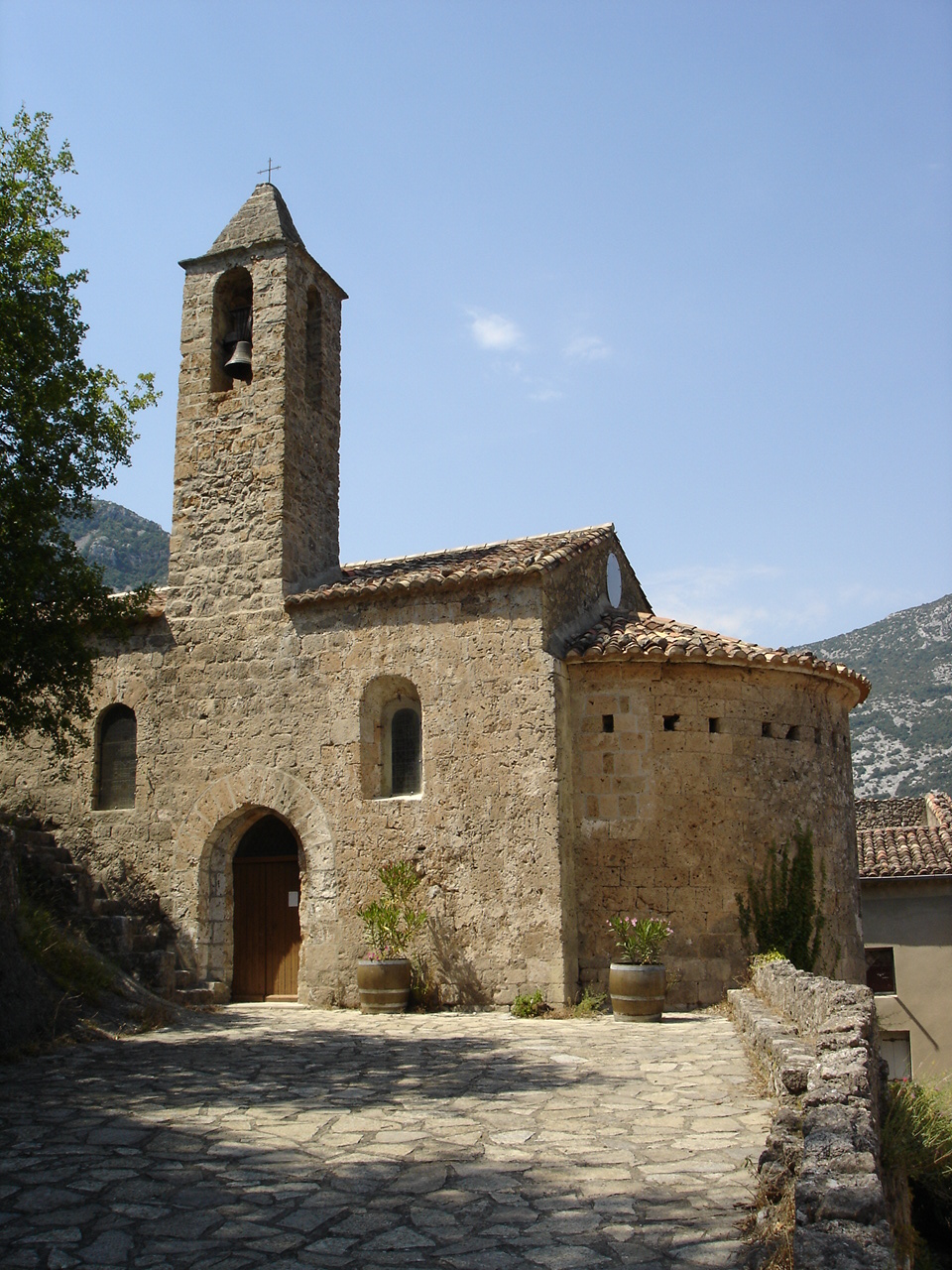
Kirche Notre-Dame
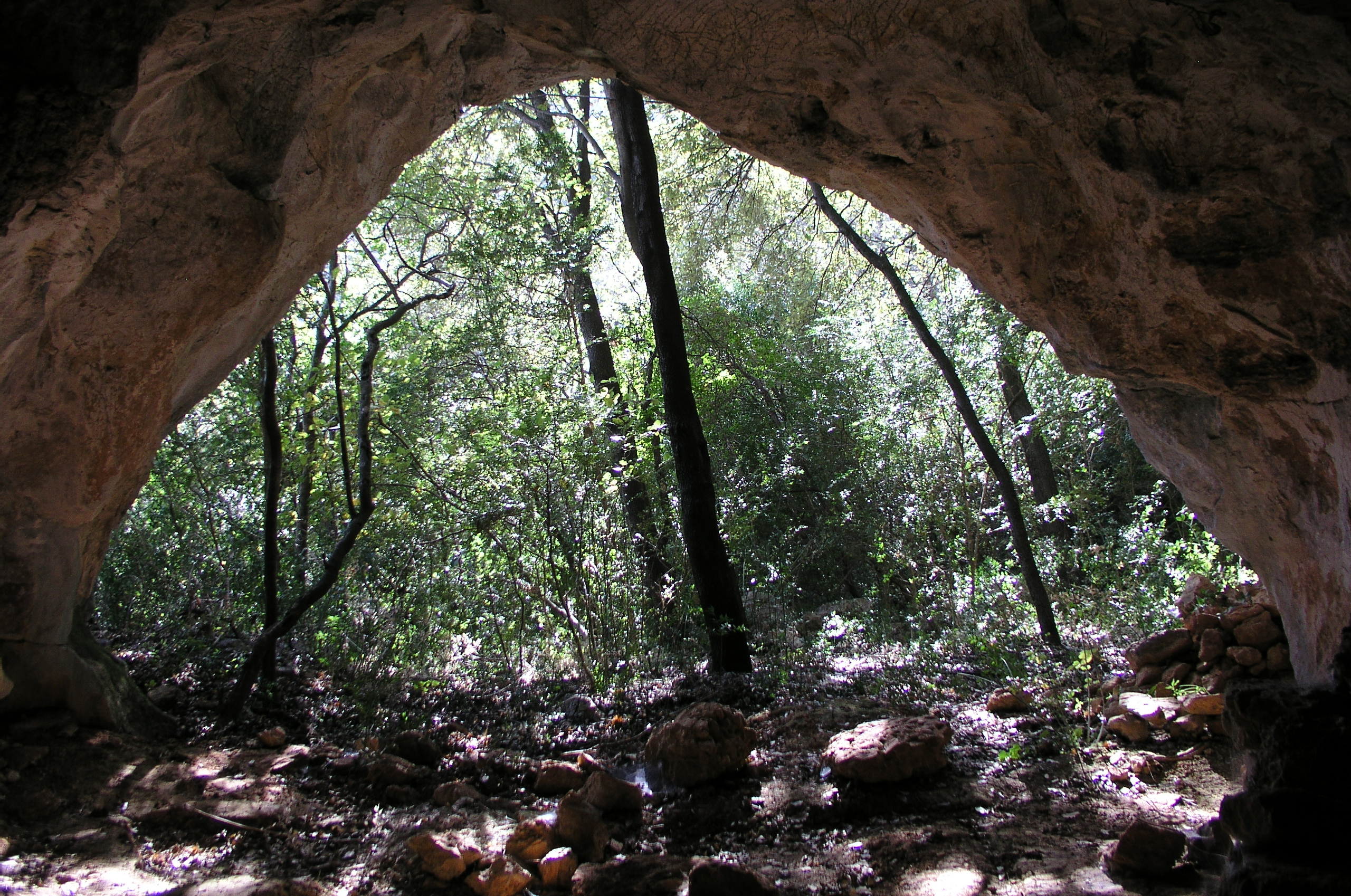
Höhle Cayla
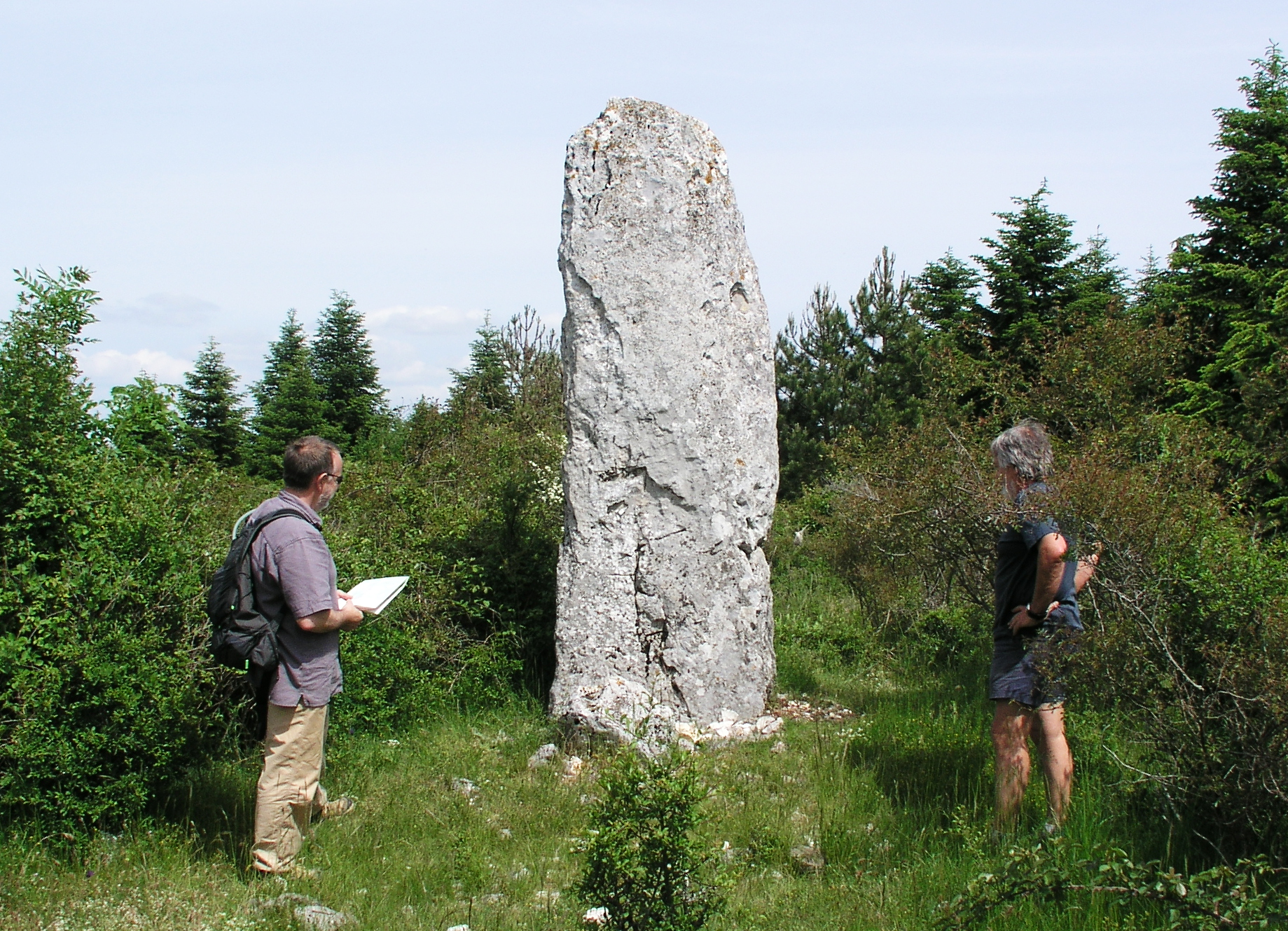
Menhir Pas du Laret